# Litsea aurea
Litsea aurea är en lagerväxtart som beskrevs av André Joseph Guillaume Henri Kostermans. Litsea aurea ingår i släktet Litsea och familjen lagerväxter. Inga underarter finns listade i Catalogue of Life.